# Pierre-Christian Taittinger

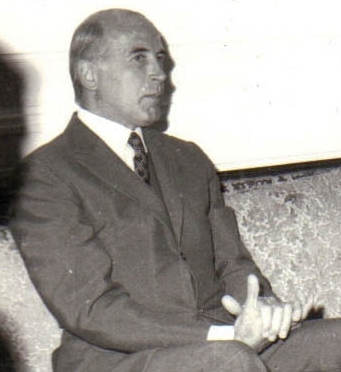
Pierre-Christian Taittinger (1974)

Pierre-Christian Taittinger (* 5. Februar 1926 in Paris; † 27. September 2009 in Versailles) war ein französischer Unternehmer und Politiker (RI, UDF-PR, DL, UMP). Er war Mitglied des französischen Senats (1968–1976 und 1977–1998), Staatssekretär (von Januar bis August 1976 im Innen- und anschließend bis September 1977 im Außenministerium) sowie Bezirksbürgermeister des 16. Arrondissements von Paris (1989–2008). Daneben führte er mehrere Hotels und das Champagnerhaus Taittinger.

## Leben und politische Karriere
Taittinger war ein Sohn des Industriellen und rechtsextremen Politikers Pierre Taittinger, Gründer der Jeunesses patriotes und Eigentümer des Champagnerhauses Taittinger. Sein älterer Bruder Jean Taittinger war ebenfalls Politiker und langjähriger Bürgermeister von Reims. 
Pierre-Christian Taittinger besuchte die katholische Privatschule Collège Stanislas. Nach seinem Studium der Rechtswissenschaft an der Juristischen Fakultät in Paris (Abschluss mit Licence) sowie an der École libre des sciences politiques (Sciences Po) wurde er 1947 Rechtsanwalt am Appellationsgericht von Paris. Daneben war er Generaldirektor (Président-directeur général) mehrerer Gesellschaften, darunter des luxuriösen Hôtel Lutetia, der Societé du Louvre (mit dem Hôtel de Crillon und mehreren weiteren Hotels sowie dem Kristallglashersteller Baccarat) und des familieneigenen Champagnerhauses.
Taittinger begann seine politische Karriere als Mitglied des liberal-konservativen Centre national des indépendants et paysans (CNI). 1953 wurde er in den Stadtrat (Conseil municipal) von Paris gewählt, dem er bis 1971 angehörte. 1962–1963 war er Präsident des Stadtrats. Taittinger wurde 1968 als Vertreter von Paris in den französischen Senat gewählt, wo er in der Fraktion der gaullistischen Union pour la défense de la République (UDR) saß und dem Ausschuss für auswärtige Angelegenheiten und Verteidigung angehörte, 1974 wurde er zum Vizepräsidenten des Senats gewählt. Er war 1975 Berichterstatter für das Gesetz, das in Paris wieder das Amt eines Bürgermeisters einführte (zuvor war die Hauptstadt von der Zentralregierung verwaltet worden).
Während der Präsidentschaft Valéry Giscard d’Estaings wurde Taittinger im Januar 1976 zum Staatssekretär im Innenministerium (unter Michel Poniatowski) im Kabinett Chirac I ernannt. Im August 1976 wechselte er als Staatssekretär ins Außenministerium (unter Louis de Guiringaud). Dieses Amt behielt er bis September 1977, dann kehrte er in den Senat zurück, wo er nun der Fraktion der Républicains indépendants und dem Kulturausschuss angehörte. Von 1980 bis 1992 war er erneut Vizepräsident des Senats. Taittinger bewarb sich 1989 um das Amt des Senatspräsidenten, unterlag aber im dritten Wahlgang dem bisherigen Amtsinhaber Alain Poher. Von 1989 bis zu seinem Ausscheiden aus dem Senat 1995 gehörte er dem Sozialausschuss an.
Daneben war Taittinger von 1977 bis zu seinem Tod erneut Mitglied des Stadtrats von Paris und von 1989 bis 2008 Bezirksbürgermeister (Maire) des wohlhabenden 16. Arrondissements von Paris. Er gehörte der liberal-konservativen Parti républicain (PR) an, die Bestandteil des bürgerlichen Parteienbündnisses UDF war, sich 1997 in Démocratie libérale umbenannte und 2002 in der Mitte-rechts-Sammelpartei UMP aufging.
Taittinger war mit der Ärztin Marie-Louise (geb. Roux) verheiratet, mit der er eine Tochter bekam. von 1994 bis 1999 Vorsitzender des Polo-Clubs von Paris und von 1999 bis zu seinem Tod Vorsitzender des exklusiven Cercle de l’Union interalliée. Er ist auf dem Cimetière de Passy im 16. Arrondissement begraben.

## Schriften
- Au nom de Paris (Sammlung von Reden als Stadtratpräsident), 1962–1963. Paris, Impr. municipale, 1964.
- À la rencontre des passants célèbres du XVIe arrondissement. Paris, Hervas, 2000.

## Ehrungen
- Ritter der Ehrenlegion
- Offizier des Ordre national du Mérite
- Großes Verdienstkreuz mit Stern der Bundesrepublik Deutschland